# Luis María Huete
Luis María Huete Morillo (Madrid, 1 de junio de 1929) es un político español, alcalde de Madrid en 1979. Teniente de alcalde del Ayuntamiento de Madrid entre 1991 y 1995, también fue diputado autonómico en la i, iv y v legislaturas de la Asamblea de Madrid, así como senador entre 1995 y 1999.

## Biografía
Nacido en Chamberí el 1 de junio de 1929, cursó la carrera de Derecho, y tras un breve paso por la universidad de la mano de Antonio Hernández Gil, empezó a preparar oposiciones a notaría que acabó sustituyendo por otras de letrado de la banca oficial. Aprobó sus oposiciones con el n.º 1 y, tras casi veinte años de servicio, dejó el Banco siendo secretario general, cuando se incorporó al mundo político como concejal representante de la banca oficial en el Ayuntamiento de Madrid en 1974.
Al poco de entrar en el Ayuntamiento fue nombrado concejal de Personal, cargo que ocupara con los alcaldes García-Lomas y Arespacochaga. José Luis Álvarez le nombró primer teniente de alcalde de Madrid en 1978. Cuando José Luis Álvarez dimitió para presentarse a las elecciones municipales, Huete ejerció de alcalde de Madrid por cuatro meses. En ese tiempo se creó IFEMA, el bono bus y se desatascó el plan urbanístico de La Vaguada. Tras las elecciones municipales de 1979, le corresponde pasarle el bastón de alcalde a Enrique Tierno Galván, con quien llegó a tener una relación de confianza mutua.
En 1979 se abrió un paréntesis en su vida política regresando a la banca oficial, en este caso al Banco Hipotecario, donde ejerce de inspector general de Servicios. Con la llegada de los socialistas al gobierno de España, perdió las responsabilidades directivas en el Banco Hipotecario, quedando adscrito en su departamento jurídico. En ese tiempo se dio de alta en el Partido Liberal, con el que se presentó a senador por Madrid, sin lograr el escaño.
En 1983 fue incluido en la lista de la Federación Alianza Popular-Partido Demócrata Popular-Unión Liberal (AP-PDP-UL) a la Asamblea de Madrid donde llega a ser el portavoz de su grupo parlamentario. En 1986 comparece en las listas de Coalición Popular al Ayuntamiento de Madrid. Tras la moción de censura a Juan Barranco, se convirtió en teniente con Álvarez del Manzano (1991 a 1995).
En 1995 resultó elegido de nuevo, en la candidatura del Partido Popular, diputado en la Asamblea de Madrid. Devendría también en senador por designación autonómica de dicha cámara. En 1999 vuelve a formar parte de la Asamblea de Madrid  durante el periodo 1999-2003, en la que será su última legislatura y su despedida de la política. En total fueron tres mandatos como concejal en el Ayuntamiento, tres como diputado autonómico y uno en el Senado.
En octubre del 2009, el Tribunal Supremo dictaminó mantener la condena a dos años de inhabilitación por prevaricación a Luis María Huete, uno de los tres concejales de la corporación de Álvarez del Manzano implicados en el caso de corrupción por la venta del 49% de la Empresa de Servicios Funerarios del Ayuntamiento de Madrid a FunEspaña por 100 pesetas.